# Des Moines (Washington)
Pour les articles homonymes, voir Des Moines.
Des Moines [demwan] (en anglais : [dəˈmɔɪn]  ou localement [dəˈmɔɪnz]) est une ville américaine de 29 267 habitants (recensement de 2000), située dans l'État de Washington, dans le comté de King, en banlieue sud de Seattle. La ville appartient au Puget Sound.

## Histoire
Le territoire de la ville a été découvert par George Vancouver le 26 mai 1792. Les premiers Américains à passer à Des Moines faisaient partie de l'expédition Charles Wilkes.
Le premier habitant connu fut John Moore, arrivé en 1867. Son certificat homestead a été acquis le 2 juillet 1872.

## Géographie
Au nord de Des Moines, on trouve SeaTac, au sud Federal Way et à l'est Kent.

## Démographie

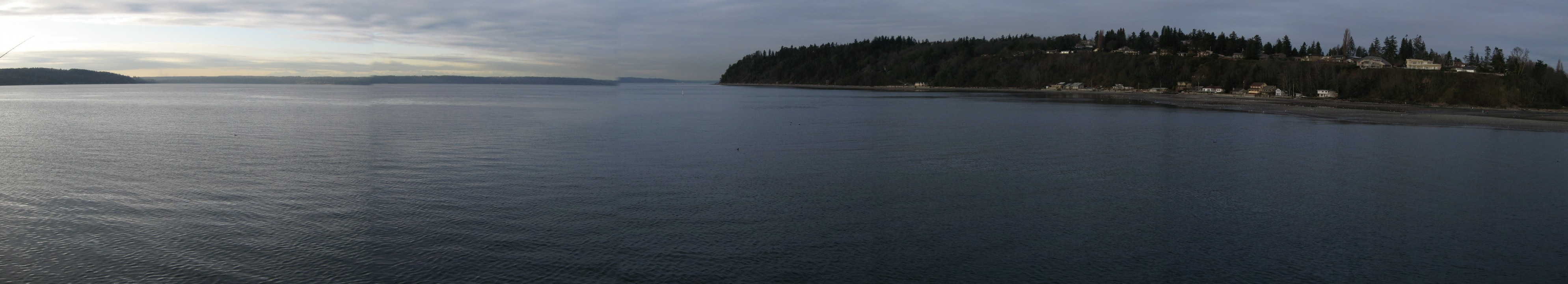
Vue du Puget Sound et du Normandy Park